# 賴斯萊克 (明尼蘇達州鬼鎮)
賴斯萊克（英語：Rice Lake）是位於美國明尼蘇達州道奇縣埃靈頓鎮區及斯蒂爾縣默頓鎮區的一個鬼鎮。

## 地理
賴斯萊克所處的海拔為高於海平面343米（即1125英呎），而該地所採用的時區為UTC-6，即北美中部時區（CST）。同時該地設有夏令時間，為UTC-6調快一小時，即UTC-5（CDT）。